# Niecka artezyjska

Schemat budowy niecki artezyjskiej:
1. Warstwa wodonośna
2. Warstwa nieprzepuszczalna
3. Obszar zasilania
4. Studnia artezyjska
5. Poziom równowagi hydrostatycznej
6. Studnia subartezyjska
7. Źródło artezyjskie

Niecka artezyjska (basen artezyjski) – niecka o specyficznym układzie warstw skalnych, na przemian przepuszczalnych (warstw wodonośnych) i nieprzepuszczalnych, warunkujący występowanie wód artezyjskich lub subartezyjskich. Wody artezyjskie występują tutaj między dwiema warstwami skał wodoszczelnych i podlegają ciśnieniu hydrostatycznemu, które w przypadku przebicia nadległej warstwy nieprzepuszczalnej prowadzi do powstania studni artezyjskiej lub źródła artezyjskiego, aż do osiągnięcia poziomu zwanego poziomem piezometrycznym.
Największe baseny artezyjskie występują na obszarze Australii, USA, Afryki Północnej, a także w Europie – np. Basen Paryski, czy Basen Londyński. W Polsce – Niecka Mazowiecka i Niecka Łódzka.